# Venera iz Dolníh Věstonic
Venera iz Dolníh Věstonic (češko: Věstonická Venuše) je prazgodovinski glineni kipec Venere, golega ženskega lika, iz 29.000-25.000 pred našim štetjem (obdobje Gravettian, Zgornji paleolitik), ki so ga našli na paleolitskem najdišču Dolní Věstonice v moravski kotlini južno od Brna. Ta figurica, skupaj z nekaj drugimi iz bližnjih krajev, je najstarejši znan keramični izdelek na svetu. 

## Opis
Figurica je visoka 111 mm  in na  najširšem delu 43 mm široka; izdelana je iz gline, žgane pri razmeroma nizki temperaturi.
Kipec sledi splošni morfologiji drugih figuric Vener: ima izjemno velike prsi, trebuh in boke, morda simbol plodnosti, razmeroma majhno glavo in malo podrobnosti o preostalem telesu.
Paleolitsko naselje Dolní Věstonice na Moravskem, del Češkoslovaške v času pričetkov organiziranega izkopavanja, se zdaj nahaja na Češkem. Sistematične arheološke raziskave so se pričele leta 1924, vodil jih je Karel Absolon. Poleg kipca Venere so našli figure živali - medveda, leva, mamuta, konja, lisice, nosoroga in sove - in več kot 2.000 kroglic iz žgane gline.
Kipec je bil odkrit 13. julija 1925 v plasti pepela, razdeljeni v dva dela. Sedaj je na ogled v muzeju v Brnu, je zaščiten in le redko dostopen javnosti. Od 11. oktober 2006 do 2. septembra 2007 je bil v sklopu razstave Lovci mamutů (Lovci na mamute) razstavljen v Narodnem muzeju v Pragi. Predstavljen je bil tudi v moravskem muzeju v Brnu na expu Prehistoric Art in Central Europe. Nato se je junija 2009 vrnil v depo. Znanstveniki periodično preučujejo kipec. Tomografsko skeniranje v letu 2004 je našlo odtis otroka, po ocenah starega med 7 in 15 let, zažganega v površino. Po mnenju Králika Novotnega in Olive (2002) je malo verjetno, da bi otrok to storil namerno - očitno je fugurico prijel še pred žganjem.

## Galerija
- Venera iz Dolníh Věstonic (sprednja stran)
- Venera iz Dolníh Věstonic (zadnja stran)
- Venera iz Dolníh Věstonic (z leve)
- Venera iz Dolníh Věstonic (z desne)